# Callicostella bernoullii
Callicostella bernoullii är en bladmossart som beskrevs av Brotherus 1907. Callicostella bernoullii ingår i släktet Callicostella och familjen Hookeriaceae. Inga underarter finns listade i Catalogue of Life.